# José Serrato
José Serrato (Montevidéu, 30 de setembro de 1868 - 7 de setembro de 1960) foi uma figura política uruguaia.

## Antecedentes
Serrato era um membro proeminente do Partido Colorado Uruguaio, que há muito dominava a política do país. Era amplamente identificado com as políticas de José Batlle y Ordóñez, mas não era considerado fortemente ideológico e, portanto, capaz de trabalhar com outros no partido com pontos de vista mais polarizados. Ele atuou como Ministro das Finanças de 1904 a 1907 e de 1911 a 1913.

## Presidente do Uruguai
Serrato foi presidente do Uruguai de 1923 a 1927, sucedendo Baltasar Brum nesse cargo. Em 1925, presidiu a abertura formal do Palácio Legislativo, Montevidéu. Ele próprio foi sucedido por Juan Campisteguy.

## Pós-presidência
Foi presidente do Banco de la República Oriental del Uruguay de 1933 a 1934. Mais tarde, serviu como ministro das Relações Exteriores do Uruguai sob o presidente Juan José de Amézaga.
Serrato morreu em 1960, mais de 30 anos após deixar a Presidência.